# Kanton Dévoluy
Der Kanton Dévoluy war bis 2015 ein französischer Wahlkreis im Arrondissement Gap, im Département Hautes-Alpes und in der Region Provence-Alpes-Côte d’Azur. Zuletzt umfasste er nur die Gemeinde Dévoluy und wurde im conseil général des Départements durch Jean-Marie Bernard vertreten.
Bis 2012 trug der Kanton die Bezeichnung Kanton Saint-Étienne-en-Dévoluy und umfasste diejenigen vier Gemeinden, aus denen Dévoluy entstanden ist, also Agnières-en-Dévoluy, La Cluse, Saint-Disdier und Saint-Étienne-en-Dévoluy. Hauptort des Kantons war Saint-Étienne-en-Dévoluy.